# Ceratostylis baliensis
Ceratostylis baliensis är en orkidéart som beskrevs av Johannes Jacobus Smith. Ceratostylis baliensis ingår i släktet Ceratostylis och familjen orkidéer.
Artens utbredningsområde är Små Sundaöarna. Inga underarter finns listade i Catalogue of Life.